# Мономорфізм

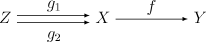

Мономорфім ― морфізм {\displaystyle f:X\to Y}, для якого із будь-якої рівності {\displaystyle f\circ g_{1}=f\circ g_{2}} випливає, що {\displaystyle g_{1}=g_{2}} (тобто {\displaystyle f} є скорочуваним зліва).
У контексті абстрактної або універсальної алгебри, мономорфізм ― це ін'єктивний гомоморфізм.
Мономорфізм від  X до Y часто позначається стрілкою {\displaystyle X\hookrightarrow Y}.

### Українською
- (укр.) Гаврилків В. М. Елементи теорії груп та теорії кілець. — І.-Ф.  : Голіней, 2023. — 153 с.

### Іншими мовами
- Кон П. Универсальная алгебра. — Москва : Мир, 1968. — 351 с.(рос.)
- С. Мак Лейн Категории для работающего математика. — Физматлит, 2004 [1998].
- Francis Borceux (1994), Handbook of Categorical Algebra 1, Cambridge University Press. ISBN 0-521-44178-1.
- Jaap van Oosten, Basic Category Theory [Архівовано 17 грудня 2008 у Wayback Machine.]